# معاهدة آخن
معاهدة آخن رسميًا معاهدة التعاون والتكامل الألماني الفرنسي (بالألمانية: Aachener Vertrag ،Vertrag von Aachen، بالفرنسية: Traité d'Aix-la-Chapelle) هي اتفاقية ثنائية بين جمهورية ألمانيا الاتحادية والجمهورية الفرنسية، والتي دخلت حيز التنفيذ في 22 يناير 2020، بعد عام من توقيعها. وقعتها المستشارة الألمانية أنجيلا ميركل والرئيس الفرنسي إيمانويل ماكرون في قاعة التتويج بقاعة مدينة آخن في 22 يناير 2019.

## التاريخ
تم تقديم اقتراح تجديد معاهدة الإليزيه لأول مرة من قبل إيمانويل ماكرون في 26 سبتمبر 2017 في خطابه في جامعة السوربون. في الذكرى الخامسة والخمسين لمعاهدة الإليزيه، تحدث كل من ماكرون وأنجيلا ميركل مرة أخرى لصالح تعميق التعاون في مجال الأعمال والمجتمع والسياسة والتكنولوجيا.
تم اختيار قاعة التتويج في قاعة مدينة آخن التاريخية لتوقيع المعاهدة الجديدة من قبل الرئيس ماكرون والمستشارة ميركل في اليوم الفرنسي الألماني 22 يناير 2019، والذكرى 56 لمعاهدة الإليزيه، لأن آخن كانت كمقر رئيسي لشارلمان (شارل الأكبر)، ولما تمثله من تاريخ مشترك.
إلى جانب ماكرون وميركل، حضر الحفل أيضًا سياسيون آخرون رفيعو المستوى، ف. كلاوس يوهانيس رئيس رومانيا والذي ترأس مجلس الاتحاد الأوروبي في النصف الأول من عام 2019، وجان كلود يونكر رئيس المفوضية الأوروبية، ودونالد تاسك رئيس المجلس الأوروبي وأرمين لاشيت وزير رئيس ولاية شمال الراين ستفالين.

## المحتويات
تتكون معاهدة آخن من 28 مادة. تم تصنيف الفصول الستة الرئيسية للمعاهدة بما يشمل:
- الشؤون الأوروبية.
- السلام والأمن والتنمية.
- الثقافة والتعليم والبحث والتنقل.
- التعاون الإقليمي وعبر الوطني.
- التنمية المستدامة والمناخ والبيئة والشؤون الاقتصادية.
- المنظمات.

من بين الموضوعات الأخرى الهادفة من المعاهدة هو تعزيز التنوع الثقافي وكذلك لمواءمة المصالح الأمنية لكلا البلدين. يخطط معهد جوته والمعهد الفرنسي لفتح مؤسسات ثقافية مشتركة في أربيل وبيشكيك وريو دي جانيرو وباليرمو على أساس معاهدة آخن. بالإضافة إلى ذلك تهدف المهادة إلى تكثيف التعاون في السياسات الدفاعية لكلا البلدين، بما في ذلك المساعدة المتبادلة في حالات الأزمات المحتملة. كانت المعاهدة عاملاً في تشكيل الجمعية البرلمانية الفرنسية الألمانية.